# Assedio di Bergen op Zoom (1747)
L'assedio di Bergen op Zoom si svolse dal luglio al settembre del 1747 nell'ambito della guerra di successione austriaca, quando un'armata francese di circa 30 000 soldati al comando del conte Lowendal e con la supervisione di Maurizio di Sassonia assediò e catturò la fortezza di confine olandese di Bergen op Zoom.
La città era difesa da 10 000 soldati olandesi, austriaci, inglesi, hannoveriani e assiani sotto il comando dei generali Isaac Cronström e Edward Braddock. La cattura della città fu una sconfitta decisiva per gli olandesi ed aprì le porte ad un'invasione dei Paesi Bassi. I difensori della città persero 5 000 uomini e 200 cannoni furono catturati, le perdite francesi furono di 5 259 uomini.